# PAGEPress Publications
PAGEPress è la casa editrice italiana con il maggior numero di riviste open access accreditate presso DOAJ.
Le riviste sono pubblicate in collaborazione con accademici di diversi settori inclusi medicina, biologia, agricoltura e zoologia e sono presenti nei maggiori indici bibliografici internazionali come il Journal Citation Reports, Scopus, PubMed, PubMedCentral, CABI e CAS.
Attualmente PAGEPress pubblica oltre 90 riviste accademiche internazionali di medicina, biologia, agronomia, zoologia, ecc., in collaborazione con Università e Società Scientifiche e di Ricerca Nazionali (tra le altre, la Society for Psychotherapy Research – Italy Area Group - SPR, la Federazione delle Associazioni dei Dirigenti Ospedalieri Internisti – FADOI, la Società Italiana di Reumatologia – SIR, la Società Italiana per lo Studio dell'Emostasi e Trombosi – SISET, la Società Italiana per lo Studio delle Cefalee - SISC); e in altri settori accademici, come ad esempio il Consiglio Nazionale delle Ricerche, l'Associazione Italiana di Ingegneria Agraria, la Società Italiana di Scienze Naturali, le Università di Milano, Pavia, Roma Sapienza, nonché molte altre Società e Associazioni Scientifiche.
A partire dal 2013 i contenuti delle riviste di PAGEPress sono accessibili su Portico, un servizio di conservazione digitale che consente a editori e biblioteche di archiviare le proprie riviste online.
Alcuni dei titoli pubblicati:
- Journal of Entomological and Acarological Research
- European Journal of Histochemistry
- Journal of Agricultural Engineering
- Confinia Cephalalgica
- Journal of Limnology
- Geospatial Health
- Italian Journal of Medicine
- Reumatismo
- European Journal of Translational Myology
- Journal of Biological Research
- Natural History Sciences
- Proceedings of the European Academy of Sciences and Arts
- Rivista Italiana di Ornitologia - Research in Ornithology
- Il Politico
- Italian Journal of Food Safety